# Joseíto
José Iglesias Fernández (Zamora, 23 de diciembre de 1926 - Granada, 12 de julio de 2007), más conocido como Joseíto, fue un futbolista y entrenador español. Jugaba como delantero y su primer equipo fue el Atlético Zamora.

## Biografía
Joseíto jugó entre 1943 y 1944 en el equipo de su ciudad, el Atlético Zamora. Después pasó por el Real Valladolid, Unión Deportiva Salamanca y Racing de Santander.
En 1951 fichó por el Real Madrid Club de Fútbol con el que fue campeón de Liga en cuatro ocasiones, en las temporadas 1953-54, 1954-55, 1956-57 y 1957-58, y de la Copa de Europa en 1956, 1957, 1958 y 1959.
En 1959, fichó una temporada con la Levante Unión Deportiva y en 1960 se incorporó al Rayo Vallecano de Madrid.
Fue internacional en un único partido 1952, contra Alemania.
Tras su retirada deportiva fue entrenador del Real Club Celta de Vigo, del Granada Club de Fútbol, del Córdoba Club de Fútbol, del Deportivo Alavés, del Club Deportivo Tenerife, del Valencia Club de Fútbol, del Real Murcia Club de Fútbol, del Club Deportivo Leganés (1979-80) y del Real Club Deportivo de La Coruña.

## Palmarés

### Campeonatos nacionales
| Título             | Club              | Año  |
| ------------------ | ----------------- | ---- |
| Campeonato de Liga | Real Madrid C. F. | 1954 |
| Campeonato de Liga | Real Madrid C. F. | 1955 |
| Campeonato de Liga | Real Madrid C. F. | 1957 |
| Campeonato de Liga | Real Madrid C. F. | 1958 |

### Campeonatos internacionales
La oficialidad de la Pequeña Copa Mundial de Clubes en 1956 no está clara.
| Título                 | Club              | Año  |
| ---------------------- | ----------------- | ---- |
| Copa Latina            | Real Madrid C. F. | 1955 |
| Copa de Europa         | Real Madrid C. F. | 1956 |
| Pequeña Copa del Mundo | Real Madrid C. F. | 1956 |
| Copa de Europa         | Real Madrid C. F. | 1957 |
| Copa Latina            | Real Madrid C. F. | 1957 |
| Copa de Europa         | Real Madrid C. F. | 1958 |
| Copa de Europa         | Real Madrid C. F. | 1959 |